# Dorfkirche Kosilenzien

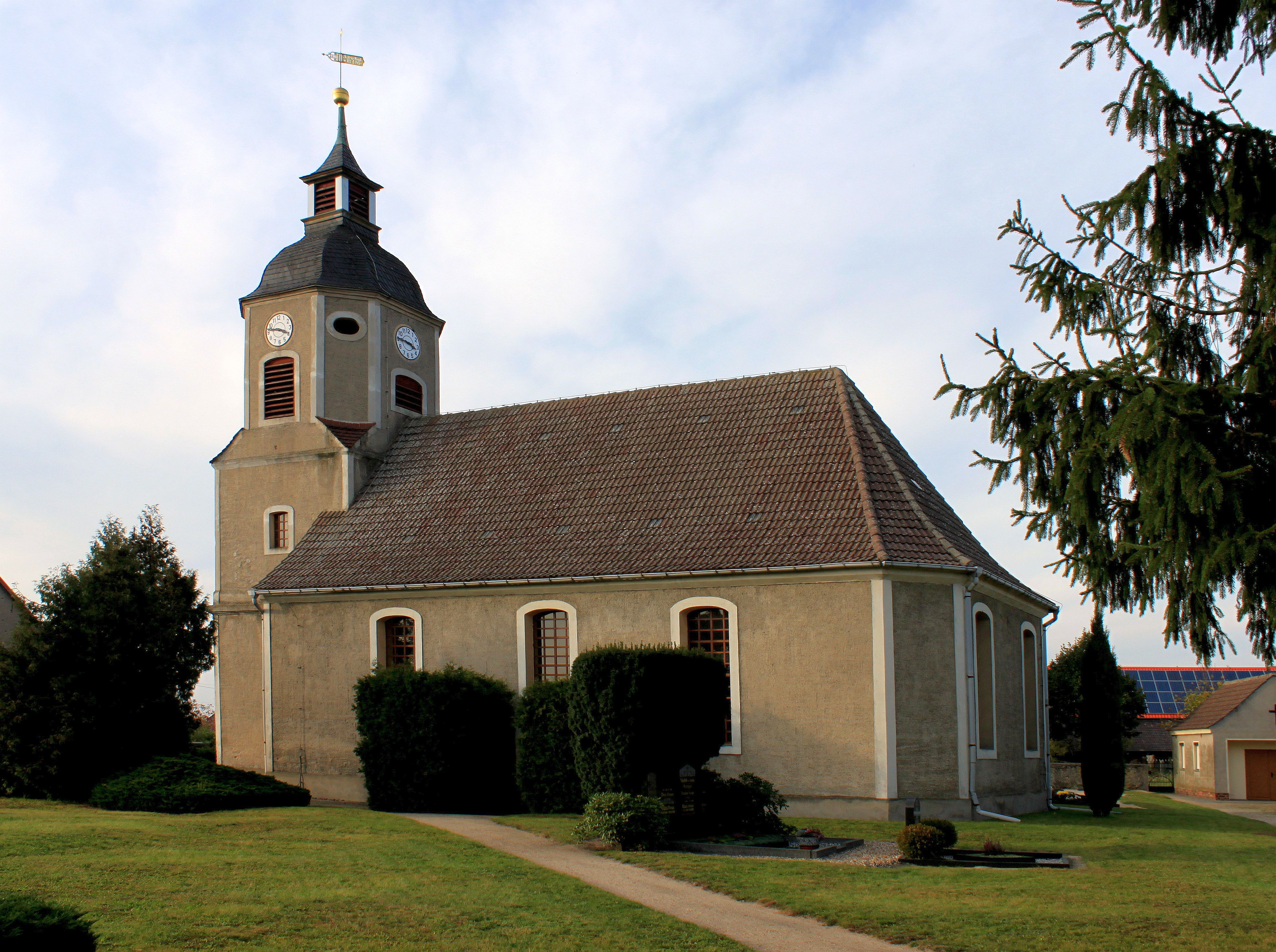
Die Dorfkirche Kosilenzien aus Richtung Südwesten gesehen (2010)

Die evangelische Dorfkirche Kosilenzien ist ein Kirchengebäude im Ortsteil Kosilenzien der Kurstadt Bad Liebenwerda im südbrandenburgischen Landkreis Elbe-Elster. Hier ist die Kirche im Ortszentrum mit einem sie umgebenden Friedhof zu finden.
Das Bauwerk befindet sich heute unter Denkmalschutz.

## Geschichte

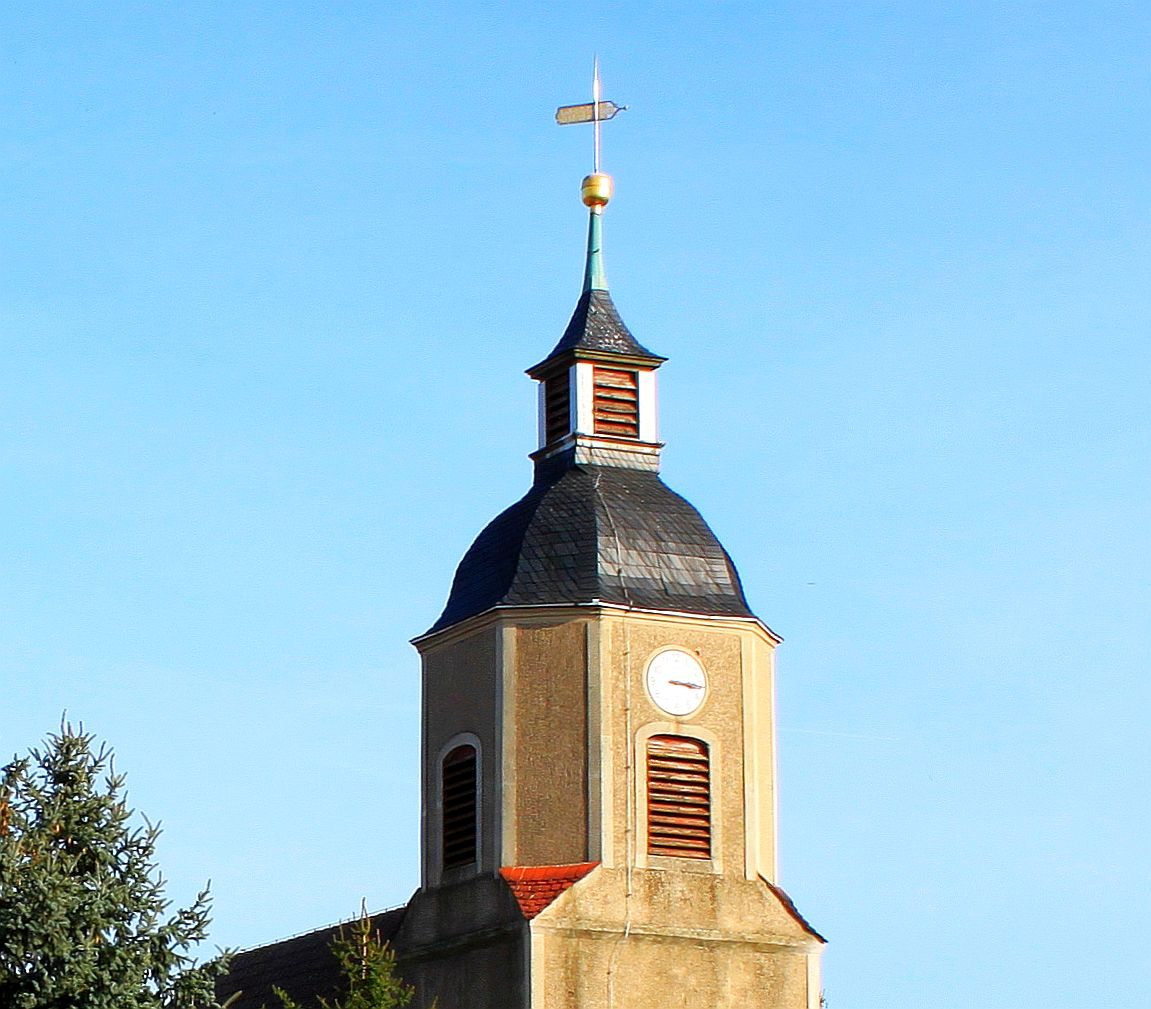
Oberteil des Kirchturms

Kosilenzien war wie die Nachbarorte Kröbeln, Oschätzchen und Prieschka ursprünglich wohl nach Würdenhain eingemeindet. Diese Orte gehörten wie Kosilenzien seit dem 15. Jahrhundert ebenfalls zur Herrschaft Mühlberg. Kosilenzien wurde schließlich wie auch Kröbeln aus Würdenhain ausgepfarrt und beide Gemeinden zu einer eigenständigen Parochie.
Bereits kurz nach der Reformation erfolgte im Jahre 1597 der Bau einer ersten Kirche im Ort. Am 16. April des Jahres 1812 vernichtete ein Großbrand neben mehreren Gehöften und der Schule auch die alte Kirche. Ein anschließender Neubau stürzte 1816 noch unvollendet ein. 1817 begann schließlich der Bau der heutigen Kirche. 1870 wurden im Kirchturm zwei Glocken angebracht. Die kleinere dieser beiden Glocken musste allerdings während des Ersten Weltkrieges 1918 zu Kriegszwecken abgegeben werden. Schon kurz nach dem Krieg erfolgte 1921 die Aufhängung einer neuen kleinen Glocke. Allerdings musste im Verlaufe des Zweiten Weltkriegs 1942 mit der großen Glocke wieder ein Teil des Geläuts zu Kriegszwecken abgegeben werden.
Eine Restauration des Innenraums der Kirche erfolgte 1955. Außerdem konnte im Folgejahr wieder eine neue große Glocke aufgehängt werden.
Die Parochie Kröbeln bestand bis zur Wende. Die lutherische Kirchengemeinde Kosilenzien gehört heute zum Pfarrbereich Wahrenbrück im Kirchenkreis Bad Liebenwerda der Evangelischen Kirche in Mitteldeutschland.

## Architektur und Ausstattung (Auswahl)
Bei der Kirche in Kosilenzien handelt es sich um einen aus dem Jahre 1817 stammenden verputzten Saalbau mit abgeschrägten Ecken an der Ostseite. Im Westen des Kirchenschiffs schließt sich ein quadratischer, ins Oktogonale übergehender Turm mit Schweifhaube, Laterne und Wetterfahne an.
Das Innere der Kirche ist von einer Flachdecke und einer Hufeisenempore geprägt. Die Kirche besitzt einen schlichten bauzeitlichen Kanzelaltar. Ebenso aus der Bauzeit stammt vermutlich eine hier vorhandene Sandsteintaufe.
Die heutige Orgel in Kosilenzien verfügt über eine pneumatische Kegellade, ein Manual und sieben Register. Diese wurde von dem Liebenwerdaer Orgelbauunternehmen Arno Voigt geschaffen (op. 19).

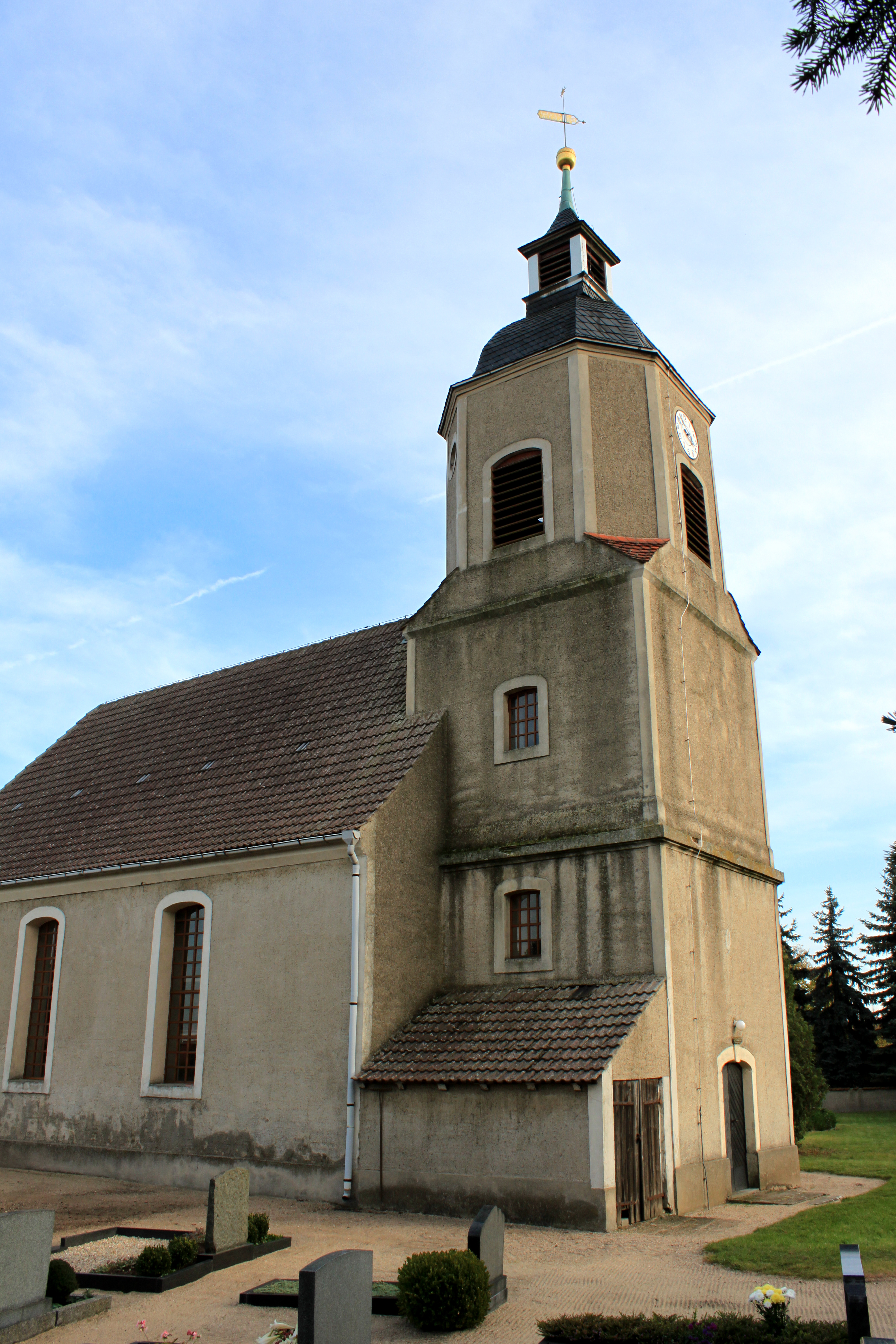
Kirchturm
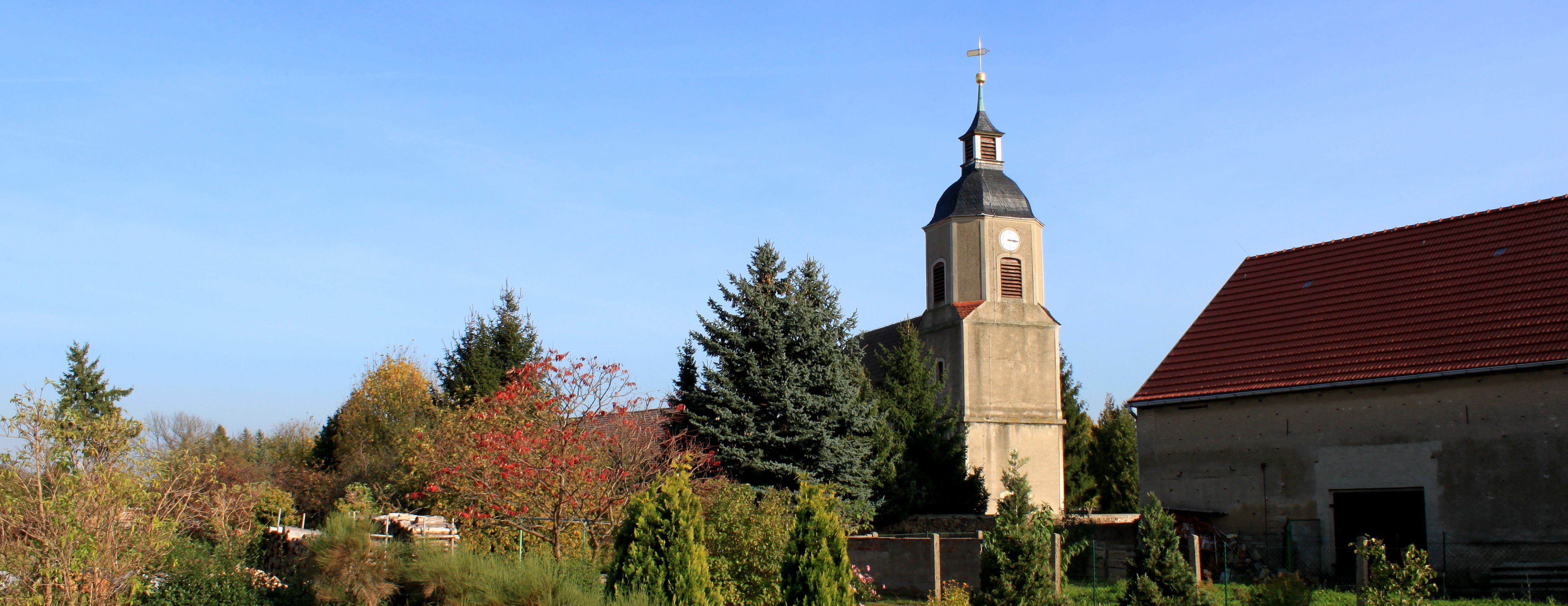
Nordseite der Kirche
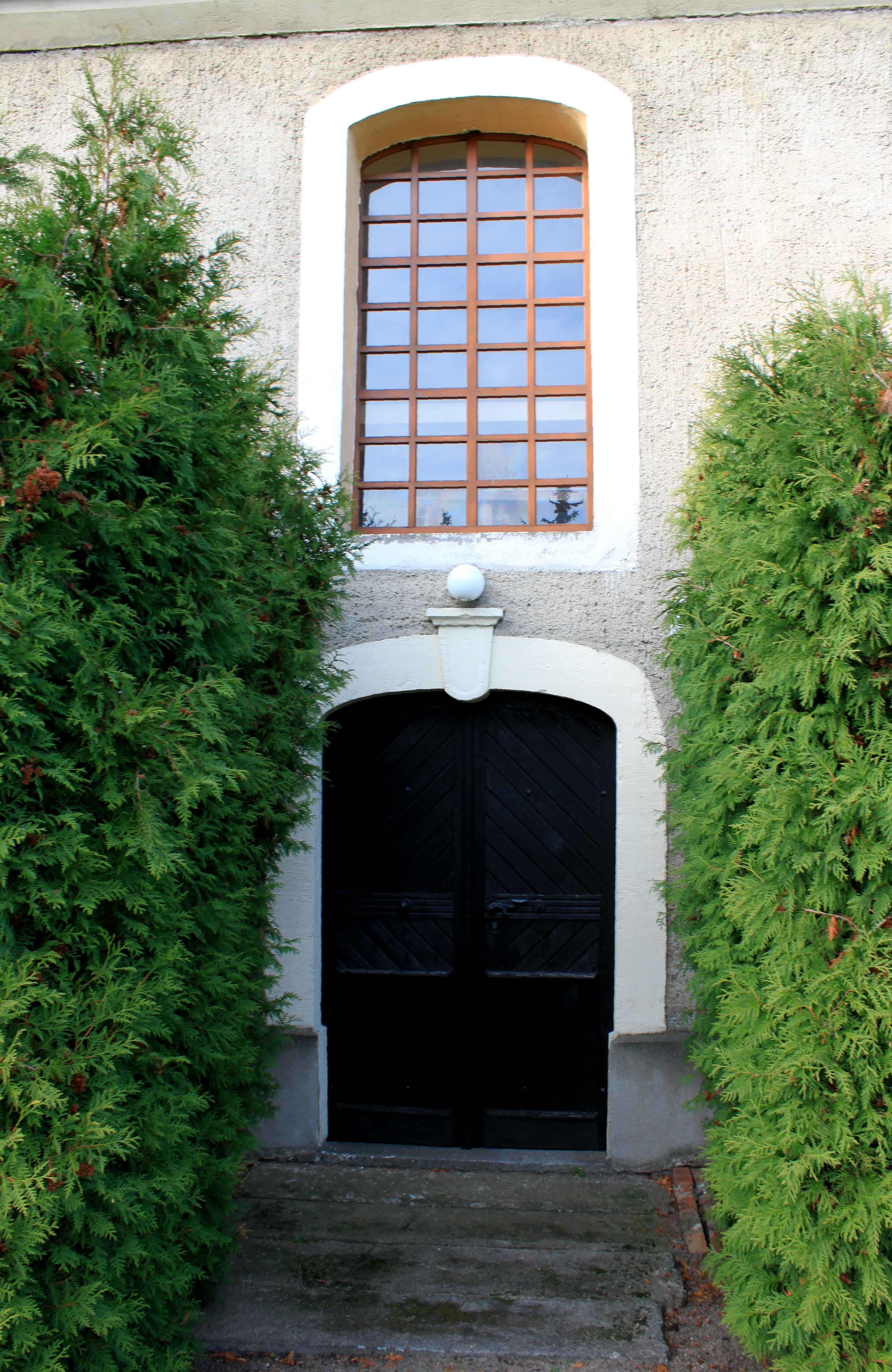
Portal auf der Südseite der Kirche